# Трамвай в Солнечный
Трамва́й в Солнечный — трамвайная линия для транспортной связи центральной части города Екатеринбурга с новым жилым районом Солнечным, расположенным в южной части города. Трамвай запустили 17 февраля 2024 года.

## Проектирование и инфраструктурные кредиты
О проекте будущей трамвайной линии в Солнечный впервые заговорили ещё в 2017 году, тогда компанией генеральным застройщиком района было принято решение о разработке Концепции мобильности Солнечного. Главная идея заключалась в том, чтобы обеспечить доступность центра города из района, необходимо развивать общественный транспорт.
По оценке специалистов, наибольшую провозную способность среди обычного общественного транспорта имеет трамвай, учитывая наличие в 1,5 км севернее района существующей трамвайной линии до станции Керамической, было принято решение построить новую линию от существующей трамвайной инфраструктуры на 2-й Новосибирской — Окружной улицах к новостройкам Солнечного.
На Иннопроме 2017 года было подписано Соглашение между Администрацией города и девелопером о взаимодействии по реализации проекта трамвайной линии. В том же 2017 девелопер начал разработку эскизного проекта новой трамвайной ветки.
Рассматривалось несколько вариантов трасс трамвайной линии, в результате была выбрана самая короткая по протяженности вдоль улиц 2-я Новосибирская и Лучистая до Солнечного. Выделен 1 этап строительства с устройством временного кольца на перекрестке Чемпионов-Лучистая и протяжённостью новой линии 1,7 км.
Из-за наличия большого количества инженерных сетей в зоне работ, в том числе коридоры высоковольтных линий электропередач напряжением от 110 до 500 кВ, рассматривались варианты устройства трамвайной линии без контактной сети с использованием трамваев на аккумуляторах, а также вариант в однопутном исполнении, но оценив все риски и стоимости реализации трамвайной линии, утвердили классический вариант трамвайной линии с контактной сетью в двухпутном исполнении.
Ещё одним возможным препятствием к реализации трамвая в Солнечный могло стать наличие пересечения с однопутным подъездным железнодорожным путем, но и эта задача была решена с помощью разработки специальных технических условий (СТУ) на пересечение трамвая ж.д.пути в одном уровне, которые позволяют организовать безопасное пересечение для всех участников движения, данные СТУ успешно согласованы в Минстрое РФ.
После согласования эскизного проекта трамвайной линии в октябре 2019 года Администрация Екатеринбурга провела электронный аукцион. zakupki.gov.ru. Дата обращения: 1 сентября 2022. на разработку проектной документации, выбрав подрядную проектную организацию приступили к разработке документации и в декабре 2021 года получено положительное заключение государственной экспертизы. egrz.ru. Дата обращения: 1 сентября 2022..
Для более интенсивной реализации объекта было принято решение разделить весь объект на этапы строительства: 1 этап — предусматривает строительство южных очистных сооружений дождевой канализации; 2.1 этап — реконструкция перекрестков ул. Лучистая — ул. Счастливая и ул. Лучистая — ул. Чемпионов со строительством юго-восточной проезжей части от моста через р. Патрушиха до дома 4 по ул. Лучистая, что позволит разгрузить выезд и въезд в жилой район Солнечный; 2.2 этап — предусматривает строительство юго-восточной проезжей части от р. Патрушиха до ул. Окружной, строительство трамвайной линии на всем протяжении с конечной станцией рядом с перекрестком ул. Лучистая — ул. Чемпионов, строительство 2 мостов через р. Патрушиха и устройство ж.д. переезда; 3 этап — предполагает строительство юго-восточной проезжей части от дома 4 по ул. Лучистая до транспортной развязки на пересечении с Екатеринбургской кольцевой автомобильной дороги; 4 этап — Реконструкция ВЛ-110 ПС ВИЗ-ПС Южная с отпайками на ПС Водопроводная, на ПС Ясная, на ПС Фильтровальная, на ПС Овощная, на ПС Московская, на ПС Академическая, литер 1 (Электросетевой комплекс подстанции «Южная») — переустройство ЛЭП в кабельном исполнении; 5 этап — Реконструкция участков ВЛ 220 кВ Южная — Рябина, ВЛ 220 кВ Южная — СУГРЭС, ВЛ 220 кВ Южная — Первоуральская 1, ВЛ 220 кВ Южная — Первоуральская 2 осуществляется без изменения оси существующих трасс ВЛ; 6 этап — Реконструкция участка ВЛ 500 кВ Емелино — Южная осуществляется без изменения оси существующей трассы ВЛ.
В 2021 году появилась возможность реализовывать крупные дорожные объекты с помощью Федерального финансирования через инфраструктурные кредиты. Муниципальные и государственные органы подготовили комплект документов и подали в Правительство РФ заявку, которая по результату рассмотрения была принята и трамвай в Солнечный стал одним из первых объектов получивший на свою реализацию инфраструктурный кредит в Свердловской области. www.kommersant.ru. Дата обращения: 1 сентября 2022..
На всех этапах проектирования трамвай в Солнечный поддерживали и жители, и генеральный застройщик, и городские власти, и губернатор области. К слову, Евгений Куйвашев лично подписывал заявку на выделение инфраструктурных кредитов для этих целей в Правительстве РФ. Без такой сильной и постоянной поддержки не удалось бы реализовать проект в такие короткие сроки.

## Строительство
Благодаря слаженной работе государственных структур, подрядных организаций и генерального застройщика удалось — строительство, которое началось уже 2021 году со строительства этапа 1 и 2.1, а в апреле 2022 года началось непосредственное строительство трамвайной линии (этап 2.2).
Ориентировочный срок окончания работ намечен на 4 квартал 2023 года, техническая обкатка линии предполагается в 1 квартале 2024 года.

## Система
Протяжённость трамвайной линии от ул. Окружной до ул. Чемпионов — 1653,60 м одиночного левого пути и 1654,91 м одиночного правого пути. Длина пути трамвайного кольца с путем отстоя — 437,36 м.
Время в пути по данному участку составит 5—7 минут. Линия запроектирована по нормам с расчётными скоростями менее 24 км/час (обычный трамвай) и на всем протяжении до станции метро Ботанической проходит на обособленном полотне.
На маршруте планируется оборудовать 3 остановки, в том числе трамвайное кольцо рядом с перекрестком ул. Лучистая — ул. Чемпионов, которое будет выполнено в виде сквера с устройством навеса для ожидание пассажиров трамваев, сети пешеходных дорожек, зон отдыха и посадкой зеленых насаждений (деревьев, кустарников и разнотравия).
Регулируемый железнодорожный переезд с автоматической переездной сигнализацией с автоматическими шлагбаумами, материал настила — резинокордовые плиты.
Автодорожный мост через р. Патрушиху капитального типа длиной 39,98 м, со схемой 1х33, габаритом Г-13,5+3,77+1х3,0 и рассчитан под нагрузку А14, Н14.
Трамвайный мост через р. Патрушиха капитального типа длиной 40,162 м, со схемой 1х33, габаритом Г-9,5+4,34+1х3,0 и рассчитан под нагрузку, в соответствии с п.6.12 г СП 35.13330.
Предусматривается устройство 1 новой блочной тяговой подстанции мощностью 2х1600 кВа.